# الجبوبة

تعديل مصدري - تعديل

الجبوبة هي إحدى حارات مدينة الرضمة بمحافظة إب، بلغ تعداد سكانها 658 نسمة حسب تعداد اليمن لعام 2004.